# Муренок
Муренок — река в России, протекает по Томской области. Устье реки находится в 92 км по левому берегу реки Шегарка, в деревне Николаевка. Длина реки составляет 24 км. Притоки — Кайла и Поперечная.

## Данные водного реестра
По данным государственного водного реестра России относится к Верхнеобскому бассейновому округу, водохозяйственный участок реки — Обь от Новосибирского гидроузла до впадения реки Чулым, без рек Иня и Томь, речной подбассейн реки — бассейны притоков (Верхней) Оби до впадения Томи. Речной бассейн реки — (Верхняя) Обь до впадения Иртыша.
Код объекта в государственном водном реестре — 13010200712115200013459.